# Susłogon bylicowy
Susłogon bylicowy, dawniej także: suseł północno-amerykański (Urocitellus armatus) – gryzoń z rodziny wiewiórkowatych występujący w amerykańskich stanach: Idaho, Montana, Utah, Wyoming. 

## Systematyka
Susłogon bylicowy po raz pierwszy został opisany przez Roberta Kennicott'a w 1863 roku i włączony do rodzaju Spermophilus. W 2009 roku amerykańscy zoolodzy Kristofer M. Helgen, F. Russell Cole, Lauren Helgen i Don E. Wilson przedstawili opracowanie rewidujące dotychczasowy podział systematyczny rodzaju Spermophilus. Spermophilus armatus został przez nich zaliczony do nowego rodzaju Urocitellus utworzonego z dawnego podrodzaju Urocitellus Obolenskij i otrzymał nazwę Urocitellus armatus.

## Rozmieszczenie geograficzne
Typową lokalizacją gatunku jest zachodnia część USA, od południowo-zachodniej części stanu Montana, przez wschodnią część Idaho, zachód Wyoming po południową część Utah. 

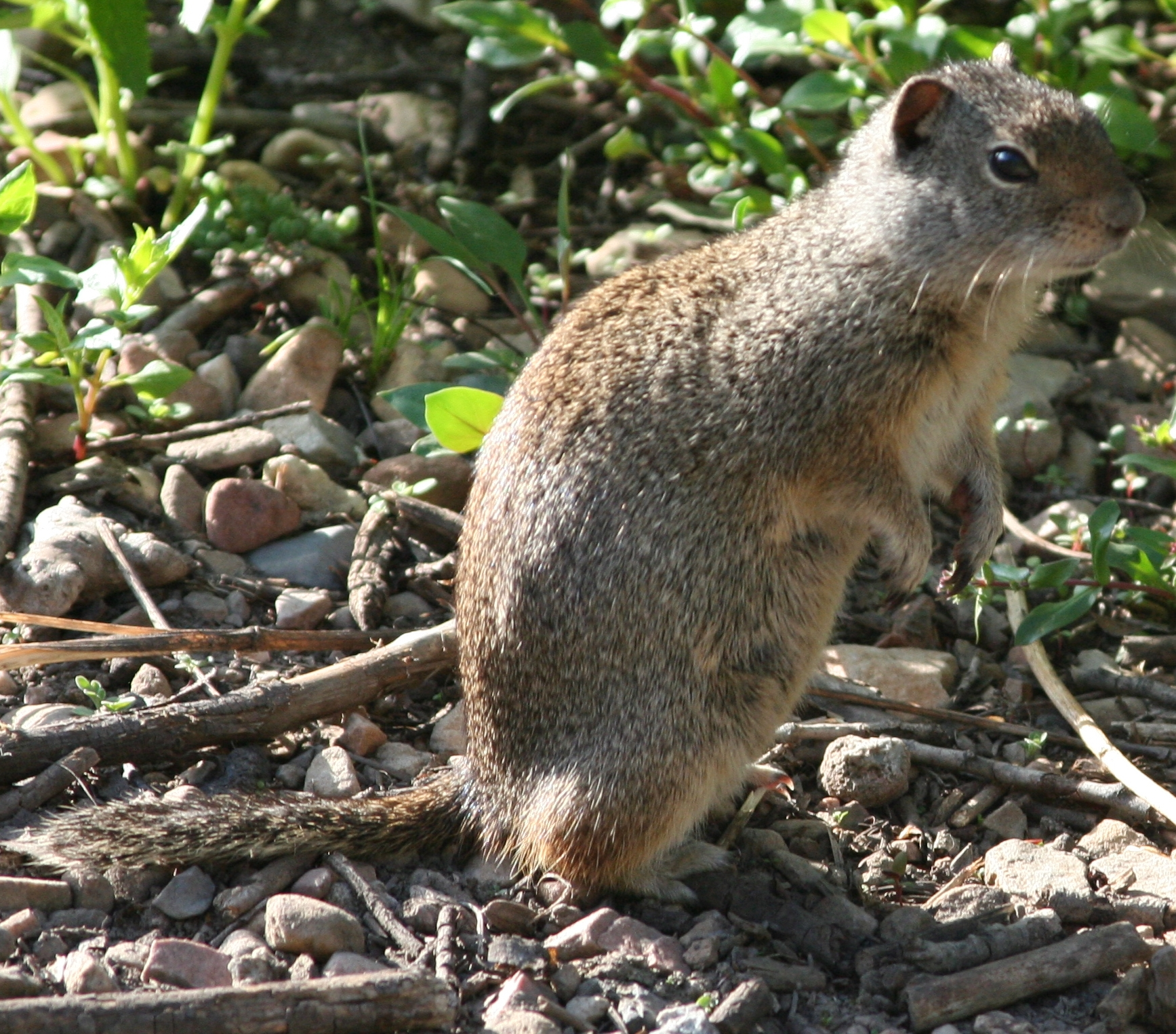
Susłogon bylicowy na górze Timpanogos, w paśmie Wasatch, Utah

## Ekologia
Susłogon bylicowy jest zwierzęciem stadnym, którego populacje żyją w dużych koloniach. Żywi się głównie zielonymi częściami roślin i nasionami, ale także bezkręgowcami (dżdżownicami), lub nawet małymi kręgowcami. Aktywność roczna trwa od kwietnia do sierpnia. Jesienią zapada w sen zimowy, wcześniej gromadząc zapasy tłuszczu w tkance tłuszczowej brunatnej, które są rezerwą energetyczną na czas hibernacji. Samice rodzą jeden raz w roku – zwykle w miocie jest 4–6 młodych. Susłogon bylicowy zasiedla otwarte przestrzenie – najchętniej suche łąki, pastwiska lub pola uprawne. Mieszka w podziemnych norach.